# Bonini
Bonini – wieś w Słowenii, w gminie miejskiej Koper. 1 stycznia 2018 miejscowość liczyła 610 mieszkańców.